# Крема
Кре́ма (итал. Crema, ломб. Crèma) — город и коммуна в северной Италии, в ломбардской провинции Кремона. Расположена на реке Серио в 43 км к северу от Кремоны.

## История
Город впервые упоминается в исторических документах в XI веке как владение графов Камизано. В 1098 году дочь тосканского маркграфа Бонифация Матильда Тосканская передала Крему во владение епископам Кремоны, которые начали развивать в городе шерстяное производство, до XIX века остававшееся основным занятием населения. В 1160 году город был взят и разрушен императором Фридрихом Барбароссой. В 1185 году император Генрих VI дал городу статус свободной коммуны, что привело к интенсивному экономическому развитию, выразившемуся в том числе в строительстве новых крепостных стен в 1199 году и кафедрального собора. В 1335 году Крема перешла во владение миланского герцога Джан Галеаццо Висконти и оставалась под властью этого рода до 1449 года (с перерывом на владение семейства Бенцони (ит.) в 1403—1423), когда отошла к Венецианской республике, оказавшись в более выгодном экономическом положении, чем остальное Миланское герцогство, подчинённое Испании. В 1580 году Крема стала диоцезом, а в 1796-м в ней была учреждена Академия сельского хозяйства. В 1797 году город был взят французами и соединён с остальной Ломбардией, первоначально образовав провинцию Крема-Лода, но затем был включён в состав провинции Кремона, что привело к его упадку.
Покровителем коммуны почитается святой великомученик и целитель Пантелеимон, празднование 10 июня.
В 2017 году в Креме снимался фильм «Назови меня своим именем» с участием Тимоти Шаламе и Арми Хаммера.

## Достопримечательности
- Собор Кремы, построенный в XI веке, с часовой башней, завершённой в 1604 году
- Церковь Санта-Мария-делла-Кроче, выстроенная в 1493—1500 годах Джованни Баттаджо
- Палаццо Марацци (ит.)

и другие.

## Знаменитые уроженцы
- Франческо Кавалли, композитор эпохи барокко
- Джованни Боттезини, контрабасист и композитор

## Города-побратимы
- Мелён (Франция, с 2001 года)